# Лисмор (Новый Южный Уэльс)
Ли́смор (англ. Lismore) — город в Австралии, расположен на северо-востоке штата Новый Южный Уэльс.

## Географическое положение
Высота центра города составляет 133 метра над уровнем моря.

## Демография
Население города по годам:
| 1976   | 1996   | 2001   | 2006   | 2011   |
| ------ | ------ | ------ | ------ | ------ |
| 23 050 | 28 380 | 27 193 | 27 069 | 27 474 |

## Транспорт
В Лисморе имеется аэропорт.

## Города-побратимы
- Яматотакада, Япония
- О-Клэр, США
- Лисмор, Ирландия